# 大東市立灰塚小学校
大東市立灰塚小学校（だいとうしりつ はいづかしょうがっこう）は、大阪府大東市にある公立小学校。

## 沿革
- 1977年4月1日 - 開校。
- 1978年6月20日 - 創立記念日制定。
- 1980年2月26日 - 校歌制定。

## 校区
- 灰塚1～6丁目、朋来1・2丁目、三洋町[1]

※卒業後は基本的に大東市立大東中学校に進学する。

## 交通
- 片町線（学研都市線）住道駅より徒歩10分。